# ハイ・クオリティCD
ハイ・クオリティCD（ハイ・クオリティシーディー、英語: High Quality CD）は、メモリーテックが開発した高音質音楽CDの名称である。「High Quality CD」の略称で「HQCD」と呼ばれる。規格的には従来の音楽CDと変わらないため、既存のCDプレーヤーでもそのまま再生することができる。

## 概要
HQCDは、ユニバーサルミュージックと日本ビクター（現：JVCケンウッド）が共同開発したスーパー・ハイ・マテリアルCD (SHM-CD) への対抗策として開発された。通常のCDとは異なり、基盤材料に液晶パネルに使用されるポリカーボネートを使用し、反射膜素材に特殊合金を使用する。SHM-CDとの相違点はこの特殊合金の使用である。
メモリーテックは2015年4月、ハイ・クオリティCDをグレードアップした新商品として、アルティメット・ハイ・クオリティCD  (Ultimate High Quality CD, UHQCD) を発表した。「アルティメット・ハイ・クオリティCD」はメモリーテック社の商標である。

## レコード会社との関係
- メモリーテックはCDの製造発注主として、また主要株主としてつながりがあるポニーキャニオンの所有音源を、HQCDとして発売している。
- 他に、日本コロムビア（参入当時はコロムビアミュージックエンタテインメント）やエイベックス等もHQCDに参入しているが、日本コロムビアはブルースペックCDにも参入している。
- かつてはEMIミュージック・ジャパン（当時）もHQCDに参入していたが、ユニバーサルミュージック傘下（EMIレコーズ・ジャパン）となってからは、SHM-CDを中心にリリースするようになった。

## 公式サイト
- HQCD - メモリーテック株式会社